# George Gebhardt
 (mars 2019).
Si vous disposez d'ouvrages ou d'articles de référence ou si vous connaissez des sites web de qualité traitant du thème abordé ici, merci de compléter l'article en donnant les références utiles à sa vérifiabilité et en les liant à la section « Notes et références ».
Pour les articles homonymes, voir Gebhardt.
George Gebhardt, parfois appelé Frank Gebhardt, est un acteur suisse du cinéma muet, né le 21 septembre 1879 à Bâle en Suisse, et mort le 2 mai 1919 à Los Angeles (quartier d'Edendale) aux États-Unis.

## Biographie
George Gebhardt commence sa carrière d'acteur au sein de la Biograph et tourne notamment sous les ordres de D. W. Griffith.
George Gebhardt tourne tout au long de sa carrière plus de 130 films. Marié à Madeleine West, cette actrice sera à plusieurs reprises créditée sous le nom de Mrs George Gebhardt. George Gebhardt meurt le 2 mai 1919 de la tuberculose.

## Filmographie partielle

### 1908
- The Man in the Box de Wallace McCutcheon
- The Kentuckian de Wallace McCutcheon
- The Stage Rustler de Wallace McCutcheon
- The Fight for Freedom de D. W. Griffith
- The Tavern Keeper's Daughter de D. W. Griffith
- La Vipère noire (The Black Viper) de D. W. Griffith
- L'Enfant et le Peau-rouge (The Redman and the Child) de D. W. Griffith
- Deceived Slumming Party de D. W. Griffith
- Une déclaration difficile (A Calamitous Elopement) de D. W. Griffith
- The Greaser's Gauntlet de D. W. Griffith
- The Man and the Woman de D. W. Griffith
- The Fatal Hour de D. W. Griffith
- Pour l'amour de l'or (For Love of Gold) de D. W. Griffith
- Balked at the Altar de D. W. Griffith
- For a Wife's Honor de D. W. Griffith
- L'Empreinte digitale (Betrayed by a Handprint) de D. W. Griffith
- Monday Morning in a Coney Island Police Court de D. W. Griffith
- La Brute (The Girl and the Outlaw) de D. W. Griffith
- La Vocation théâtrale (Behind the Scenes) de D. W. Griffith
- La Jeune Fille indienne (The Red Girl) de D. W. Griffith
- Le Cœur de O'Yama (The Heart of O'Yama) de D. W. Griffith
- Where the Breakers Roar de D. W. Griffith
- A Smoked Husband de D. W. Griffith
- Les Bijoux volés (The Stolen Jewels) de D. W. Griffith
- The Devil de D. W. Griffith
- Cœur de Zoulou (The Zulu's Heart) de D. W. Griffith
- Father Gets in the Game de D. W. Griffith
- Ingomar (The Barbarian Ingomar) de D. W. Griffith
- Le Vœu du vaquero (The Vaquero's Vow) de D. W. Griffith
- La Femme du planteur (he Planter's Wife) de D. W. Griffith
- Le Roman d'une juive (Romance of a Jewess) de D. W. Griffith
- L'Appel de la forêt (The Call of the Wild) de D. W. Griffith
- Cacher un voleur (Concealing a Burglar) de D. W. Griffith
- Enoch Arden (After Many Years) de D. W. Griffith
- L'Or du pirate (The Pirate's Gold) de D. W. Griffith
- La Mégère apprivoisée (The Taming of the Shrew) de D. W. Griffith
- The Guerrilla de D. W. Griffith
- La Chanson de la chemise (The Song of the Shirt) de D. W. Griffith
- L'Ingrate (The Ingrate) de D. W. Griffith
- Le Chemin d'une femme (A Woman's Way) de D. W. Griffith
- Le Clubman et le Voleur (The Clubman and the Tramp) de D. W. Griffith
- Money Mad de D. W. Griffith
- The Valet's Wife de D. W. Griffith
- The Feud and the Turkey de D. W. Griffith
- The Reckoning de D. W. Griffith
- Le Gage de l'amitié (The Test of Friendship) de D. W. Griffith
- An Awful Moment de D. W. Griffith
- The Christmas Burglars de D. W. Griffith
- Mr. Jones at the Ball de D. W. Griffith
- The Helping Hand de D. W. Griffith

### 1909
- One Touch of Nature de D. W. Griffith
- The Maniac Cook de D. W. Griffith
- The Honor of Thieves de D. W. Griffith
- Love Finds a Way de D. W. Griffith
- The Sacrifice de D. W. Griffith
- A Rural Elopement de D. W. Griffith
- The Criminal Hypnotist de D. W. Griffith
- L'Extravagante Mme Francis (The Fascinating Mrs. Francis) de D. W. Griffith
- The Welcome Burglar de D. W. Griffith
- Son nouveau chapeau (Those Awful Hats) de D. W. Griffith
- The Cord of Life de D. W. Griffith
- The Brahma Diamond de D. W. Griffith
- A Wreath in Time de D. W. Griffith
- Tragic Love de D. W. Griffith
- The Curtain Pole de D. W. Griffith
- The Joneses Have Amateur Theatricals de D. W. Griffith
- The Hindoo Dagger de D. W. Griffith
- Amour et Politique (The Politician's Love Story) de D. W. Griffith
- La Pièce d'or (The Golden Louis) de D. W. Griffith
- At the Altar de D. W. Griffith
- The Salvation Army Lass de D. W. Griffith

### 1910 -
- 1910 : Getting His Man de Thomas H. Ince
- 1912 : Her Indian Hero d'Al Christie, Jack Conway et Milton J. Fahrney
- 1912 : At Rolling Forks d'Al Christie et Milton J. Fahrney
- 1912 : The Double Trail d'Al Christie et Milton J. Fahrney
- 1915 : La Dupe (Blackbirds) de J. P. McGowan